# Albert Pyun
Albert Pyun, född 19 maj 1953 på Hawaii, död 26 november 2022 i Las Vegas, var en amerikansk filmregissör, mest känd för actionfilmer. Bland hans mest kända filmer är The Sword and the Sorcerer (1982), Alien from LA (1988), Cyborg (1989, med Jean-Claude Van Damme), Captain America (1990), Mean Guns (1997) och Ticker (2001). Många av hans filmer handlar om cyborger; förutom i Cyborg (1989) återkommer de även bland annat i Nemesis - den yttersta hämnden (1993) och dess uppföljare, Knights (1993), Heatseeker (1995) och Omega Doom (1996). Bland skådespelare som ofta återkommer i Pyuns filmer, kan nämnas Tim Thomerson, Norbert Weisser, Vincent Klyn och Nicholas Guest.
År 2013 meddelade Pyun att han drabbats av multipel skleros och inte längre klarar att arbeta som regissör, varför han drog sig tillbaka.